# Norvég-árok

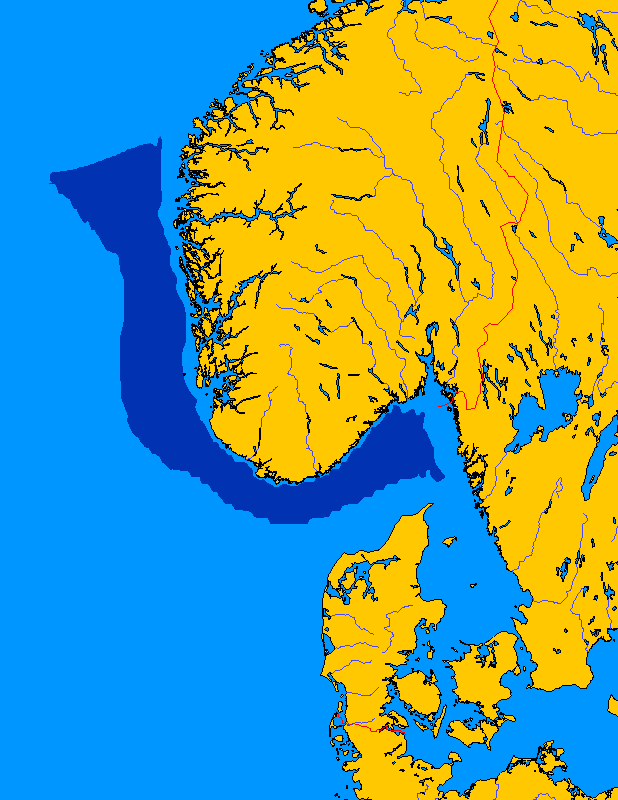
a Norvég-árok sötétkékkel kiemelve

az Északi-tenger áramlatai

A Norvég-árok (norvégul: Norskerenna, dánul: Norskerenden) az Északi-tengerben Norvégia déli partvonala mentén húzódó tengeri árok.

## Kiterjedése, áramlatai
Az árok a Skagerrakban az Oslo-fjordtól délnyugati irányban futva a partvonal mentén északnak fordul és a Stad-félszigetig tart. 700 km hosszú, északi végén 180 km széles és déli irányban folyamatosan szűkül 45 km-esre. Az Északi-tenger átlagosan 94 méterénél jóval mélyebb: viszonylag egyenletes felszíne nagyjából 250-300 méter mély, de északi felén 450 méter, délen 700 méter mély. Legmélyebb pontján Arendal partjai előtt a Skagerrakban 725 méter mély.
Az árokban halad a Norvég-áramlat, mely meleg vizet szállít az Északi-tengerről a Norvég-tengerbe és a Barents-tengerbe. Az árok nyugati szélén északról egy az Atlanti-óceán vizét szállító áramlat érkezik az Északi-tengerbe. Az árok mélysége és az óceáni áramlat találkozása a Norvég-áramlattal nagyméretű örvényeket eredményez.
A Norvég-árok jelentős akadályt képez az Északi-tengeren kitermelt kőolaj vezetékei számára, ezért az elsőként feltárt Ekofisk-olajmezőt egy az Északi-tengert keresztbe átszelő kőolajvezetékkel kötötték össze a német tengerparttal. A problémát később sikerült megoldani és az újabb Frigg- illetve Brent-kőolajmezők vezetékei már a Norvég-árkon keresztülhaladva jutnak el Norvégiába. Az árok szélein rendszeresen fordulnak elő gyengébb földrengések.
Az árok nyugati szélén található a makrélák ívóhelye. A norvég partokon időről-időre partra vetődnek ámbráscetek, melyek az észak-déli irányú vándorlásuk során az Atlanti-óceánból a viszonylag mély Norvég-árkon át a számukra túl sekély Északi-tengerbe tévednek.
Kezdeti felmérések azt mutatják, hogy az Északi-tengerbe jutó káros anyagok nagyobb része a Norvég-árok déli peremén leülepszik.

## Keletkezése
Nem szubdukciós zónában keletkezett, mint az óceánok mélytengeri árkai, ahol az egyik kőzetlemez egy másikat gyűr maga alá, hanem a kialakulásához jégáramlatok okozta erózió vezetett 1,1 millió évvel ezelőtt. A harmadidőszakban létrejött árkot a pleisztocén gleccserei és jégtakarói tovább mélyítették. A jégkorszakok során a Skagerrak völgye volt a Norvégia délkeleti részéről, a Svédország déli részéről és a Baltikum egyes területeiről érkező jég találkozási pontja, ami egy viszonylag gyorsan mozgó jégáramlatot hozott létre a norvég partszakasz déli részén, majd északnyugati irányba fordulva az északi szélesség 62°-nál érte el a mélyvizet. A kovakőhöz és a porfírhoz hasonló vándorkövekről úgy gondolják, hogy a Skagerrakból származnak a Jærenben talált eldeformálódott tillitek pedig a szárazföldön tanúskodnak az egykor itt elhaladó jégáramlatról.

## Fordítás
- Ez a szócikk részben vagy egészben  a   Norwegische Rinne című német Wikipédia-szócikk fordításán alapul.  Az eredeti cikk szerkesztőit annak laptörténete sorolja fel. Ez a jelzés csupán a megfogalmazás eredetét és a szerzői jogokat jelzi, nem szolgál a cikkben szereplő információk forrásmegjelöléseként.
- Ez a szócikk részben vagy egészben  a   Norwegian trench című angol Wikipédia-szócikk fordításán alapul.  Az eredeti cikk szerkesztőit annak laptörténete sorolja fel. Ez a jelzés csupán a megfogalmazás eredetét és a szerzői jogokat jelzi, nem szolgál a cikkben szereplő információk forrásmegjelöléseként.